# この自由な世界で
『この自由な世界で』（It's a Free World...）は、2007年のイギリス映画。労働者事情と移民問題をテーマに描く社会派作品。監督はケン・ローチ。
第64回ヴェネツィア国際映画祭で金オッゼラ賞（脚本）を受賞。

## ストーリー
1人息子のジェイミー(ジョー・シフリート)を両親に預けて働く、シングル・マザーのアンジー(キルストン・ウェアリング)。
仕事がうまくいったら息子と一緒に暮らすつもりでいた。
彼女は思い切って、自分で職業紹介所を始める。
仕事の内容は、外国人の労働者を企業に紹介することだった。
必死にビジネスを軌道にのせるアンジー。
しかしある日、不法移民を働かせる方が儲けになることを知る。
そして、彼女は越えてはいけない一線を越えてしまうのだった・・・。

## キャスト
- カーストン・ウェアリング：アンジー
- ジュリエット・エリス：ローズ
- レズワフ・ジュリック：カロル
- ジョー・シフリート：ジェイミー
- コリン・コフリン：ジェフ
- レイモンド・マーンズ：アンディ

## スタッフ
- 監督：ケン・ローチ
- 製作：レベッカ・オブライエン
- 製作総指揮：ウルリッヒ・フェルスベルク
- 脚本：ポール・ラヴァーティ
- 撮影：ナイジェル・ウィロウビー
- プロダクションデザイン：ファーガス・クレッグ
- 衣装デザイン：キャロル・K・ミラー
- 編集：ジョナサン・モリス
- 音楽：ジョージ・フェントン